# EFAF Challenge Cup
Der EFAF Challenge Cup war ein Europapokal-Sportwettbewerb für europäische Vereinsmannschaften im American Football. Er war neben der EFL und dem EFAF Cup der dritte Vereinswettbewerb der European Federation of American Football (EFAF). Während sich der Challenge Cup an Teams aus den südöstlichen EFAF-Mitgliedsländern richtete war der parallel dazu ausgetragene EFAF Atlantic Cup an die Teams der nordwestlichen EFAF-Mitglieder gerichtet.
Der Cup wurde 2009 und 2010 ausgetragen. Nachfolgewettbewerb war die von 2011 bis 2014 ausgetragene Central-Eastern European Interleague (CEI).

## Teams 2009

### Spielmodus
In der Gruppenphase spielten je vier Mannschaften in zwei Gruppen den jeweiligen Gruppensieger bzw. Gruppenzweiten aus. Hierbei spielte jedes Team jeweils einmal gegen jedes Team der Gruppe. Im Anschluss an die Gruppenphase fanden Halbfinalspiele und Finale statt. Die Partien der Gruppenphase wurden zwischen dem 5. April und 31. Mai 2009 ausgetragen.

### Gruppe A
- Pomorze Seahawks
- Győr Sharks
- Vrbas Hunters
- Klek Knights

| Heim             | Gast             | Ergebnis                   |
| ---------------- | ---------------- | -------------------------- |
| Vrbas Hunters    | Klek Knights     | 6:35 (0:6/6:6/0:8/0:15)    |
| Pomorze Seahawks | Győr Sharks      | 18:27 (0:7/0:6/12:6/6:8)   |
| Vrbas Hunters    | Pomorze Seahawks | 21:14 (7:0/7:0/7:0/0:14)   |
| Klek Knights     | Győr Sharks      | 24:40 (12:0/6:20/6:14/0:6) |
| Pomorze Seahawks | Klek Knights     | 12:42 (0:14/0:14/6:6/6:8)  |
| Győr Sharks      | Vrbas Hunters    | 73:3 (14:3/26:0/24:0/9:0)  |

### Gruppe B
- Wrocław Devils
- Reggio Emilia Hogs
- Pančevo Panthers
- Kragujevac Wild Boars

| Heim                  | Gast                  | Ergebnis                     |
| --------------------- | --------------------- | ---------------------------- |
| Wrocław Devils        | Reggio Emilia Hogs    | 13:61 (7:19/0:19/0:20/6:3)   |
| Kragujevac Wild Boars | Pančevo Panthers      | 70:26 (22:0/21:8/14:0/13:18) |
| Wrocław Devils        | Kragujevac Wild Boars | 0:64 (0:20/0:22/0:8/0:14)    |
| Reggio Emilia Hogs    | Pančevo Panthers      | 63:15 (14:7/21:0/21:8/7:0)   |
| Pančevo Panthers      | Wrocław Devils        | 35:0 (w. o.)*                |
| Kragujevac Wild Boars | Reggio Emilia Hogs    | 14:25 (0:7/7:12/0:0/7:6)     |

*Wrocław Devils zum Spiel nicht angetreten

### Finalrunde
|  | Halbfinale | Halbfinale            | Halbfinale |  |  | Finale  | Finale             | Finale |
|  |            |                       |            |  |  |         |                    |        |
|  |            |                       |            |  |  |         |                    |        |
|  | Italien    | Reggio Emilia Hogs    | 42         |  |  |         |                    |        |
|  | Serbien    | Klek Knights          | 28         |  |  |         |                    |        |
|  |            |                       |            |  |  | Italien | Reggio Emilia Hogs | 35     |
|  |            |                       |            |  |  | Ungarn  | Győr Sharks        | 7      |
|  | Ungarn     | Győr Sharks           | 0*         |  |  |         |                    |        |
|  | Serbien    | Kragujevac Wild Boars | 0          |  |  |         |                    |        |
|  |            |                       |            |  |  |         |                    |        |

*Kragujevac Wild Boars zum Halbfinale nicht angetreten

## Teams 2010

### Gruppe A
- Ankara Falcons
- Istanbul Cavaliers
- Kraljevo Royal Crowns

### Gruppe B
- Győr Sharks
- Istanbul Tigers
- Klek Knights

### Gruppe C
- Bucharest Warriors
- Čačak Angel Warriors
- Istanbul Sultans

### Gruppe D
- Bologna Doves
- Zagreb Raiders
- Budapest Cowboys

### Finalrunde
|  | Halbfinale | Halbfinale           | Halbfinale |  |  | Finale  | Finale             | Finale |
|  |            |                      |            |  |  |         |                    |        |
|  |            |                      |            |  |  |         |                    |        |
|  | Ungarn     | Budapest Cowboys     | 25         |  |  |         |                    |        |
|  | Serbien    | Klek Knights         | 28         |  |  |         |                    |        |
|  |            |                      |            |  |  | Serbien | Klek Knights       | 36     |
|  |            |                      |            |  |  | Turkei  | Istanbul Cavaliers | 14     |
|  | Turkei     | Istanbul Cavaliers   | 35*        |  |  |         |                    |        |
|  | Serbien    | Čačak Angel Warriors | 0          |  |  |         |                    |        |
|  |            |                      |            |  |  |         |                    |        |

*Čačak Angel Warriors zum Halbfinale nicht angetreten